# Бадъёль (приток Печоры)
Бадъёль — река в России, протекает по району Печора Республики Коми. Левый приток Печоры.

## Описание
Длина реки составляет 14 км. Протекает в безлюдной заболоченной тайге. Берёт начало примерно в 11 км к северо-западу от посёлка Кедровый Шор. Общее направление течения — северо-северо-западное. Впадает в Печору по левому берегу в 903 км от её устья, в 5 км ниже (западнее) правобережной деревни Бызовая.
У истока реку пересекает местная автодорога Печора — Кедровый Шор.

## Этимология
Бадъёль означает «ивовый ручей». От бадь «ива», ёль «лесной ручей».

## Данные водного реестра
По данным государственного водного реестра России относится к Двинско-Печорскому бассейновому округу, водохозяйственный участок реки — Печора от водомерного поста у посёлка Шердино до впадения реки Уса, речной подбассейн реки — Печора до впадения Усы. Речной бассейн реки — Печора.
Код объекта в государственном водном реестре — 03050100212103000063610.